# (42482) Fischer-Dieskau
(42482) Fischer-Dieskau ist ein Asteroid des Hauptgürtels, der am 8. September 1988 vom deutschen Astronomen Freimut Börngen an der Thüringer Landessternwarte Tautenburg (IAU-Code 033) im Tautenburger Wald in Thüringen entdeckt wurde.
Der Asteroid gehört zur Nysa-Gruppe, einer nach (44) Nysa benannten Gruppe von Asteroiden, die auch als Hertha-Familie bekannt ist (nach (135) Hertha).
(42482) Fischer-Dieskau wurde am 6. Januar 2003 nach dem deutschen Bariton, Dirigenten, Musikschriftsteller und Rezitator Dietrich Fischer-Dieskau (1925–2012) benannt.